# Jokbo
 (octobre 2023).
Si vous disposez d'ouvrages ou d'articles de référence ou si vous connaissez des sites web de qualité traitant du thème abordé ici, merci de compléter l'article en donnant les références utiles à sa vérifiabilité et en les liant à la section « Notes et références ».

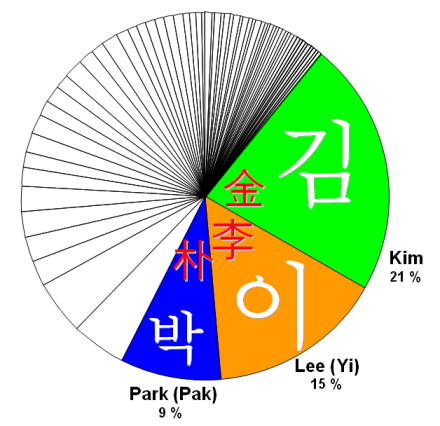
Pourcentage des noms de famille en Corée.

Le jokbo (en hangul 족보, en hanja 族譜) est un document généalogique équivalent à l'arbre généalogique. Chaque famille possède un jokbo qui se transmet de génération en génération. L'aîné de chaque famille hérite du jokbo et continue la généalogie et la lignée familiale. Le jokbo est souvent utilisé pour prouver que ses ancêtres étaient des yangban.